# 孙梅君
孙梅君（1965年7月—），女，汉族，四川开江人，中华人民共和国政治人物。曾任中共河南省委副书记、政法委书记，现任海关总署党委书记、署长。中共第二十届中央候补委员。

## 生平
1986年7月至2004年12月在国家统计局工作。2004年12月至2012年10月在国务院研究室工作。
2012年10月，任国务院食品安全委员会办公室政策法规司司长。2013年5月，国家食品药品监督管理总局成立后，任综合司（政策研究室）司长（主任）。2017年3月，任食品安全总监。2017年7月，任国家食品药品监督管理总局副局长，晋升副部级。2018年3月，国家市场监督管理总局成立后，转任该局副局长。
2020年12月，任中共北京市委常委、市委统战部部长。2021年9月，转任中共北京市委组织部部长。
2023年11月，调任中共河南省委副书记。同年12月，兼任中共河南省委政法委书记。
2025年1月，升任海关总署党委书记，晉身正部级。同年2月10日，被任命为海关总署署长。